# Hudson (Massachusetts)
Hudson ist eine Kleinstadt im Middlesex County im Bundesstaat der Vereinigten Staaten Massachusetts in den Vereinigten Staaten. Das U.S. Census Bureau hat bei der Volkszählung 2020 eine Einwohnerzahl von 20.092 ermittelt. Die Stadt liegt zentral in Massachusetts und ist etwa 40 Minuten (ca. 48 km) von Boston bzw. 20 Minuten (ca. 26,6 km) von Worcester entfernt.
Bevor Hudson im Jahr 1866 Stadtrechte erhielt, war es unter dem Namen Feltonville ein Vorort des benachbarten Marlborough. Von 1850 bis zur Vernichtung der letzten Schuhfabrik durch einen Brand im Jahr 1968 war Hudson auch als „Stadt der Schuhe“ bekannt, in der auf ihrem Höhepunkt bis zu 17 Schuhfabriken angesiedelt waren. Viele von ihnen bezogen die benötigte Energie aus dem Assabet River, der durch die Stadt fließt. Die Fabriken zogen viele Immigranten an, was sich auch heute noch in der Zusammensetzung der Stadtbevölkerung widerspiegelt. Die meisten Einwohner stammen ursprünglich entweder aus Portugal oder Irland, ein kleinerer Anteil aus Frankreich, Italien, England oder Schottland.

## Geografie

### Geografische Lage
Durch das Stadtgebiet fließt der Assabet River. An der Grenze zu Stow liegt der Lake Boon, der früher ein beliebtes Ausflugsziel war, heute jedoch vorwiegend Wohnbebauung aufweist. An der Grenze zu Marlborough liegt das Fort Meadow Reservoir, das früher Trinkwasser für Hudson und Marlborough lieferte.

### Ausdehnung des Stadtgebiets
Nach Angaben des United States Census Bureau hat die Stadt eine Gesamtausdehnung von 11,8 Quadratmeilen (30,7 km²), davon 11,5 Quadratmeilen (29,8 km²) Land und 0,3 Quadratmeilen (0,9 km²) (2,87 %) Wasser.

### Nachbargemeinden
Hudson wird durch fünf Städte begrenzt: Bolton und Stow im Norden, Marlborough im Süden, Sudbury im Osten und Berlin im Westen.

### Stadtgliederung
Das Village Gleasondale liegt sowohl auf dem Gebiet von Hudson als auch von Stow.

## Geschichte
Im Jahr 1650 war das Gebiet, in dem das heutige Hudson liegt, Teil einer Gebetsstadt. Die Indianer wurden von ihrem Grund und Boden im Laufe des King Philip’s War vertrieben, und die meisten kehrten auch nach dem Ende des Kriegs nicht dorthin zurück.
Die erste europäische Siedlung in der Umgegend datiert auf 1699, als der Siedler John Barnes, der ein Jahr zuvor einen acre des Gebiets der Ockookangansett-Indianer zugesprochen bekommen hatte, dort am Fluss eine Getreidemühle errichtete. Die Mühle stand auf dem Gebiet, das heute zu Hudson gehört. Um 1701 hatte Barnes ebenfalls ein Sägewerk am Fluss sowie eine Brücke über diesen gebaut. Diese Strukturen dienten der jungen Stadt als Zentrum und Fixpunkte. Im Verlauf des nächsten Jahrhunderts wuchs Hudson langsam, aber beständig.
Hudson war zunächst Teil von Marlborough und hieß bis zu der Erteilung von Stadtrechten im Jahre 1866 Feltonville. Bereits im Juni 1743 strebten die Einwohner der Gegend des heutigen Hudson nach Unabhängigkeit von Marlborough, jedoch wurde eine entsprechende Petition durch den Massachusetts General Court abgelehnt.
Am 19. April 1775 kam es zu Kämpfen zwischen Männern aus Hudson und den minutemen.
In den 1850er Jahren erhielt das damalige Feltonville die erste Eisenbahnanbindung. Hudson wurde durch zwei Haltepunkte bedient, die bis zu ihrer Schließung im Jahre 1965 zunächst von der Central Massachusetts Railroad Company und später durch die Boston and Maine Railroad Company betrieben wurden. Die Anbindung an die Eisenbahn erlaubte die Entwicklung größerer Fabriken, von denen einige landesweit erstmals mit Dampfmaschinen und Nähmaschinen ausgestattet waren. Um 1860 hatten sich in Feltonville 17 Fabriken rund um die Schuhherstellung angesiedelt, die Immigranten unter anderem aus Irland und Kanada anzogen.
Die Einwohner des damaligen Feltonville kämpften im Amerikanischen Bürgerkrieg auf der Seite der Unionstruppen. Viele Häuser der Stadt, darunter das Goodale House in der Chestnut Street als ältestes Gebäude (Baujahr 1702), waren Stationen der Underground Railroad.
Im Jahr 1865 reichten die Anwohner erneut eine Petition zur Loslösung von Feltonville als eigenständige Stadt ein. Diesem Anliegen stimmte der Massachusetts General Court am 19. März 1866 zu. Die neue Stadt Hudson wurde nach Charles Hudson benannt, der seine Kindheit in der Stadt verbracht hatte und 500 US-Dollar spendete, um eine neue Bibliothek zu errichten. Die Spende war an die Bedingung verknüpft, die neugegründete Stadt nach ihm zu benennen.
In den darauf folgenden 20 Jahren wuchs Hudson mit der Ansiedlung von Industriebetrieben. Zwei Wollfabriken, eine Gummibandfabrik, eine Piano-Manufaktur und eine Fabrik zur Herstellung von mittels Aufbringen einer Gummischicht imprägnierten Stoffen wurden gebaut, ebenso Banken, Schulen, ein Armenhaus und das Rathaus, das noch heute existiert und auch weiterhin als solches genutzt wird. Die Einwohnerzahl bewegte sich um 5500, von denen die meisten in kleinen Häusern mit Gärten auf der Rückseite lebten. Die Stadt unterhielt fünf Freiwillige Feuerwehren, von denen eine die Eureka Hand Pump besaß, eine für die damalige Zeit spektakuläre Pumpe, die einen 38 mm Wasserstrahl 70 m weit schießen konnte.
Als am 4. Juli 1894 zwei Jungs mit Feuerwerkskörpern spielten, lösten sie ein Feuer und damit eine Katastrophe aus: 40 Häuser und 20.000 m² Fläche im Zentrum von Hudson fielen den Flammen zum Opfer. Zwar wurde niemand verletzt, aber die Schadenshöhe belief sich auf geschätzte 400.000 US-Dollar. Die Stadt wurde jedoch innerhalb eines Jahres wieder aufgebaut.
Um 1900 wohnten 7500 Einwohner in Hudson, und die Stadt hatte bereits ihr eigenes Kraftwerk errichtet, so dass einige Häuser mit Elektrizität versorgt werden konnten. Elektrisch betriebene Straßenbahnlinien wurden gebaut, um Hudson mit Leominster, Concord und Marlborough zu verbinden. Die Fabriken der Stadt wuchsen beständig und zogen Immigranten aus England, Deutschland, Portugal, Litauen, Polen, Griechenland, Albanien und Italien an. Diese lebten üblicherweise in Serviced Apartments in der Nähe ihrer Arbeitsstätte. 1928 wurden von den Arbeitern der Firestone-Apsley Rubber Company 19 verschiedene Sprachen gesprochen. Heute haben die meisten Einwohner von Hudson irische oder portugiesische Vorfahren, kleinere Anteile bilden Italiener, Franzosen, Engländer, Schotten und Griechen. Etwa ein Drittel der Einwohner sind portugiesischer Abstammung. Von diesen stammen die meisten von den Azoren bzw. genauer von der Insel Santa Maria, zu einem geringeren Anteil von der Insel São Miguel sowie aus der Region Trás-os-Montes e Alto Douro auf dem portugiesischen Festland. Die portugiesische Gemeinschaft in Hudson unterhält den Hudson Portuguese Club mit einem frisch renovierten Clubhaus. Der Club wurde in der Mitte der 1910er Jahre gegründet und hat andere ethnische Treffpunkte wie den früheren italienischen Club überlebt. Heutige Immigranten kommen vorwiegend aus Mexiko, Zentralamerika, Brasilien und anderen südamerikanischen Ländern, aus Asien und aus Europa.
Die Einwohnerzahl veränderte sich spürbar erst nach dem Zweiten Weltkrieg, als Stadtentwickler damit begannen, Farmen am Stadtrand aufzukaufen. Auf den neuen Grundstücken wurden Häuser gebaut, was die Zahl der Einwohner mehr als verdoppelte. In der jüngeren Vergangenheit haben sich High-Tech-Unternehmen in der Stadt angesiedelt, darunter die Digital Equipment Corporation, die zwischenzeitlich von Intel übernommen wurde. Obwohl mittlerweile etwa 20.000 Einwohner in Hudson leben, verwaltet sich die Stadt immer noch mittels einer Volksversammlung (Open Town Meeting).

### Frühere Namen der Stadt
Feltonville: Dies ist der Name der Stadt vor ihrer Selbständigkeit und Umbenennung in Hudson, als Feltonville noch ein Vorort von Marlborough war. Der Name rührt vom Felton Store, einem von Silas Felton betriebenen Geschäft her, das in dem Vorort im frühen 19. Jahrhundert gebaut worden war. Der Name Feltonville wurde von 1828 bis zur Gründung von Hudson im Jahr 1866 genutzt. Noch heute gibt es in der Stadt zwei Straßen, die daran erinnern: Die Felton Street und die Feltonville Road.
In den Jahren vor 1828 wurde das heutige Hudson bereits mehrfach umbenannt:
- Von 1656 bis 1700 wurde das heutige Hudson sowie die umgebenden Gebiete als Indian Plantation oder auch Cow Commons bezeichnet.[8]
- Von 1700 bis 1800[8] war die Siedlung als The Mills bekannt.[5]
- Von 1800 bis 1828[8] wurde die Siedlung New City genannt.[5]

### Religionen

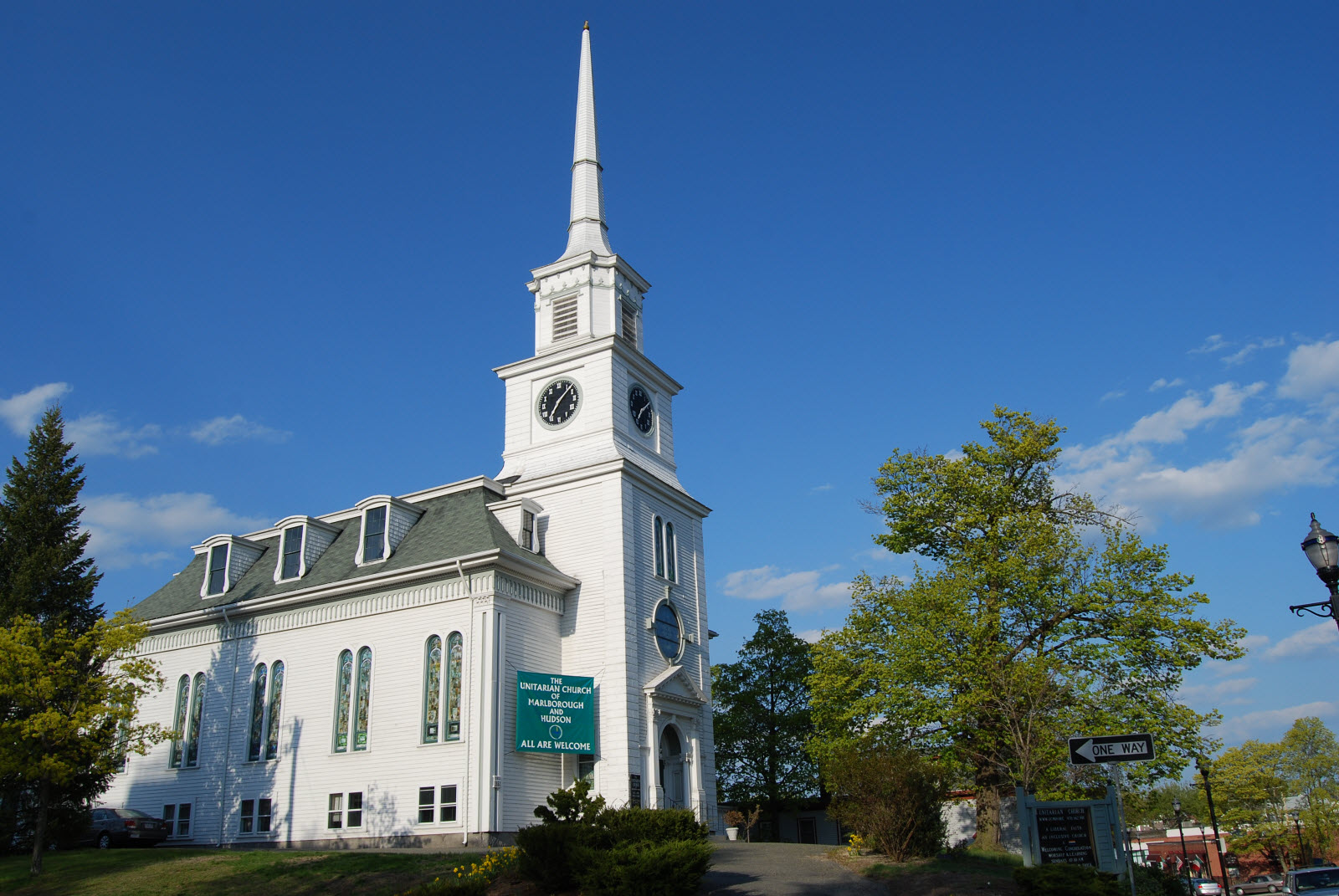
Unitarische Kirche, gebaut im Jahr 1861

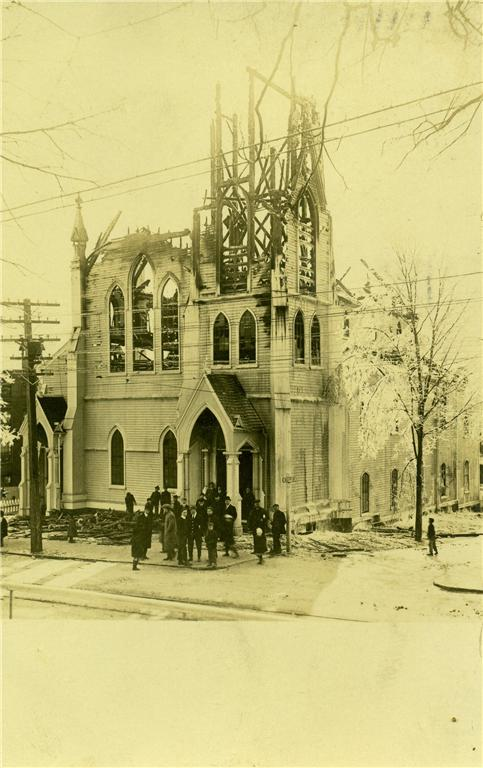
Bischöfliche Methodistenkirche nach einem Brand 1911; der Neubau erfolgte 1913.

Ein sehr kleiner Teil der Einwohner von Hudson sind Juden und christlich-orthodox, aber es gibt keine Synagoge oder orthodoxe Kirche. Dennoch spielt Hudson eine wichtige Rolle in der Entwicklung der albanisch-orthodoxen Kirche, da im Jahr 1906 einem Albaner ein Begräbnis durch einen griechisch-orthodoxen Priester aus Hudson verweigert wurde und die Stadt seitdem die albanische Gemeinschaft unterstützt.

#### Tempel, Kirchen, Gotteshäuser
- Saint Michael’s Roman Catholic Church.[9] Die St. Michael’s Church oder auch kurz St. Mike’s besteht seit 1869;[10] das noch heute genutzte Gebäude stammt aus dem Jahr 1889.[10]
- Saint Luke’s Episcopal Church.[11] Die St. Luke’s Church wurde 1913 vollendet.[10]
- First United Methodist Church of Hudson.[12] Das Gebäude wurde 1913 fertiggestellt,[10] nachdem das Vorgängergebäude 1911 niedergebrannt war.[10]
- Unitarian Church of Marlborough and Hudson.[13] Die Kirche ist technisch gesehen älter als die Stadt selbst, da sie bereits 1861 errichtet wurde.[10]
- Grace Baptist Church.[14] Die Kirche wurde 1986 gebaut und wuchs von 25 auf aktuell 1200 Mitglieder an.[10]
- Carmel Marthoma Church.[15] Die jüngste Kirche in Hudson wurde 2001 errichtet, jedoch können die Aktivitäten der Gemeinschaft bis in die frühen 1970er Jahre zurückverfolgt werden.
- First Federated Church (Baptistisch/Kongregationalistisch).[16] Die First Federated Church wurde in den 1960er Jahren erbaut.[10]
- Hudson Seventh-day Adventist Church.[17] Das Gebäude wurde in den 1960er Jahren erbaut.
- Hudson verfügt darüber hinaus über eine große buddhistische Gemeinde, die mit dem Sōka Gakkai verbunden ist.[18]

#### Nicht mehr genutzte Gebäude
- Christ the King Roman Catholic Church. Die Kirche fusionierte 1994 mit der Saint Michael’s Church, um eine gemeinsame Kirchengemeinde zu gründen. Im Zuge der Fusionierung wurde das Kirchengebäude stillgelegt und nicht mehr für kirchliche Zwecke verwendet. Dies geschah im Zuge einer ganzen Reihe von Kirchenschließungen in der Erzdiözese Boston aufgrund von Nachwuchsmangel.
- Union Church of All Faiths, wahrscheinlich die kleinste Kirche in den Vereinigten Staaten, gebaut von Rev. Louis W. West.[10]

### Einwohnerentwicklung
Auf der Basis der Volkszählung im Jahr 2000 hatte Hudson 18.113 Einwohner verteilt auf 6.990 Haushalte und 4.844 Familien. Die Bevölkerungsdichte betrug 1.574,4 Personen pro Quadratmeile bzw. 608,1 Personen pro Quadratkilometer. Es gab 7.168 Wohneinheiten mit einer Dichte von 623 Einheiten pro Quadratmeile (240,7 Einheiten pro Quadratkilometer).
Die Bevölkerung der Stadt setzte sich wie folgt zusammen: 94,12 % Weiße, 0,91 % Afroamerikaner, 0,13 % Indigene Amerikaner, 1,4 % Asiaten, 0,06 % Pacific Islander, 1,4 % andere Rassen und 1,98 % zwei oder mehr Rassen. Hispanics und Latinos machten 3,06 % der Bevölkerung aus. Es leben viele Italiener in der Stadt.
32,0 % der Haushalte hatten Kinder unter 18 Jahren, 56,7 % waren verheiratete Paare, 9,2 % der Haushalte wurden von allein stehenden Frauen geführt und 30,7 % der Haushalte wurden nicht als Familie klassifiziert. In 25,2 % der Haushalte lebten Singles, 9,5 % waren alleinstehende Senioren über 65 Jahre. Die durchschnittliche Größe der Haushalte betrug 2,57 Personen, die durchschnittliche Familiengröße betrug 3,11 Personen.
Die Altersverteilung kann dem Diagramm entnommen werden. Das mittlere Haushaltseinkommen betrug 58.549 US-Dollar, das mittlere Familieneinkommen 70.145 Dollar. Männer hatten ein durchschnittliches Einkommen in Höhe von 45.504 Dollar gegenüber 35.207 Dollar bei Frauen. Das Pro-Kopf-Einkommen der Stadt betrug 26.679 Dollar. 2,7 % der Familien und 4,5 % der Stadtbevölkerung lebten unterhalb der Armutsgrenze, davon 3,8 % im Alter unter 18 Jahren und 8,7 % über 65 Jahre.

## Politik

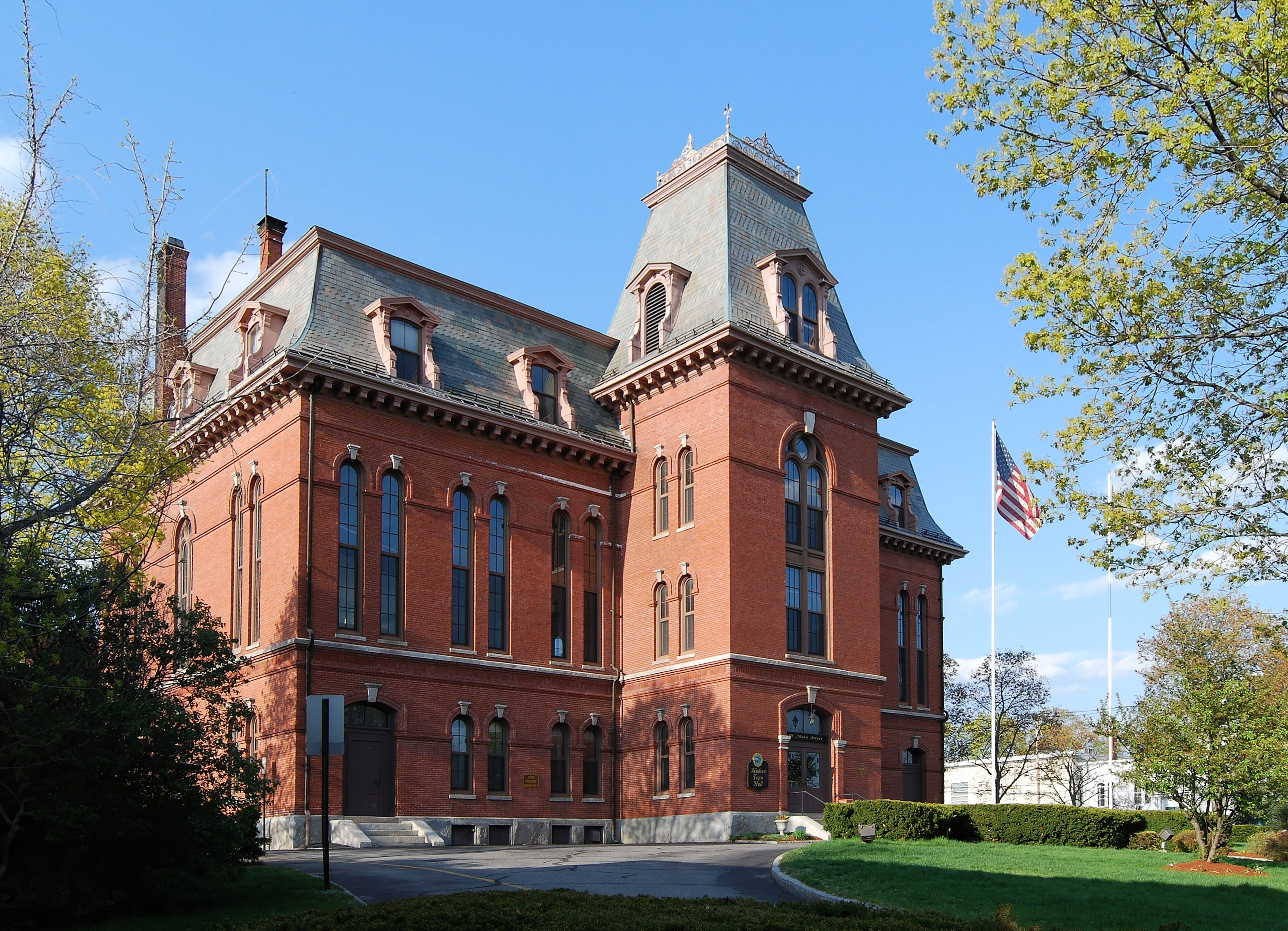
Das Rathaus von Hudson aus dem Jahr 1872

Im Massachusetts General Court wird Hudson durch Kate Hogan und Senator Jamie Eldridge repräsentiert. Im Kongress der Vereinigten Staaten wird Hudson durch Niki Tsongas im Repräsentantenhaus sowie durch die Senatoren John Kerry und Scott Brown im Senat vertreten.

### Gemeinderat
Hudson wird – wie die meisten Towns in Neuengland – durch eine Volksversammlung regiert. Daneben gibt es das Board of Selectmen, dem eine bestimmte Anzahl gewählter Personen angehören. Innerhalb dieser Gruppe rotieren die Positionen chairman, vice-chairman und clerk regelmäßig, so dass jedes Mitglied im Laufe der Zeit alle Positionen besetzt.

### Bürgermeister
Der aktuelle offizielle Repräsentant im Gemeinderat ist Paul Blazar.

### Städtepartnerschaften
- Vila do Porto, Santa Maria, Azoren, Portugal

## Wirtschaft und Infrastruktur

### Bildung
Die Schüler in Hudson können unter drei Schuldistrikten auswählen, in welchem sie unterrichtet werden möchten. Es stehen zwei öffentliche und eine private Schule zur Verfügung. Die beiden öffentlichen Schuldistrikte bestehen aus den Hudson Public Schools und dem Assabet Valley Regional Vocational School District, die Saint Michael’s Schools repräsentieren den privaten, katholischen Schuldistrikt, der von der Gemeinde Saint Michael’s betrieben wird.

#### Öffentliche Schulen und Einrichtungen
- Die John F. Kennedy Middle School ist eine öffentliche Junior High School. Sie wurde in den späten 1960er Jahren gebaut und nach dem kurz zuvor getöteten US-amerikanischen Präsidenten John F. Kennedy benannt.
- Die Carmela A. Farley Elementary School ist eine öffentliche Elementary School. Das Gebäude wurde in den 1950er Jahren errichtet und diente bereits als High School und Middle School.[21]
- Die Joseph L. Mulready Elementary School ist eine öffentliche Elementary School und besitzt auch eine Kindergartengruppe. Die Schule hieß ursprünglich nach ihrer Adresse Cox Street School, wurde aber nach dem früheren Superintendenten von Hudson Joseph L. Mulready umbenannt.[21]
- Die Forest Avenue Elementary School ist eine öffentliche Elementary School, die auch eine Vorschulklasse anbietet. Sie wurde 1975 in Betrieb genommen und ist nach der Straße benannt, in der sie liegt.
- Die Hudson High School (HHS) ist eine öffentliche High School inkl. Vorschulklasse. Ein neues Gebäude wurde für mehrere Millionen US-Dollar erbaut und 2004 eingeweiht, nachdem der aus den frühen 1970er Jahren stammende Altbau abgerissen worden war.
- Das Cora Hubert Kindergarten Center ist ein öffentlicher Kindergarten im ehemaligen New Broad Street School building,[21] das 1924 erbaut wurde und seit 1976 den Kindergarten beherbergt.
- Die Assabet Valley Regional Technical High School ist eine öffentliche Berufsschule und wurde 1973 eröffnet.[22]

#### Private Schulen
- Die Saint Michael’s School ist eine private katholische Grundschule sowie ein Kindergarten.[23] Das Originalgebäude wurde zur Gründung der Schule 1918 errichtet, mittlerweile ist die Schule jedoch in das ehemalige Gebäude der Hudson Catholic High School umgezogen. Im Mai 2011 wurde durch den Träger angekündigt, die Schule zum Ende des laufenden Schuljahres zu schließen.[24]
- Die Hudson Catholic High School (HCHS) war eine private katholische High School. Das Schulgebäude wurde 1959 fertiggestellt und von der katholischen Gemeinde St. Michael’s verwaltet. Nur einen Monat vor Ende des Schuljahres 2008/2009 wurde von der Gemeinde die Schließung der Schule durch die Erzdiözese Boston aufgrund von zu geringen Anmeldezahlen und damit fehlenden Finanzmitteln für das Schuljahr 2009/2010 angekündigt.[25] Das ehemalige Schulgebäude dient nun der Saint Michael’s School als Räumlichkeit.

#### Hudson Public Library
Die Hudson Public Library eröffnete erstmals im Jahr 1867 mit einem Bestand von 720 Büchern. Im Haushaltsjahr 2008 wendete die Stadt Hudson 1,19 % ihres Budgets (dies entspricht $614.743 bzw. $31 pro Einwohner) für die Bibliothek auf.

## Persönlichkeiten

### Söhne und Töchter der Stadt
- Paul Cellucci (1948–2013), Gouverneur von Massachusetts (1997 bis 2001) und US-amerikanischer Botschafter in Kanada (2001 bis 2005)
- William D. Coolidge – Physiker, der eine verbesserte Röntgenröhre erfand und den Wolfram-Draht für sehr helle Glühlampen entwickelte. Ehemaliger Vice President von General Electric und Wahl in die National Inventors Hall of Fame 1975
- Tony Frias – Berufsfußballspieler bei New England Revolution, Marítimo Funchal und SC Lusitânia[29]
- Burton K. Wheeler (1882–1975), US-Senator für Montana (1923 bis 1947)

### Persönlichkeiten, die vor Ort gewirkt haben
- Lewis D. Apsley – Gründer der Firestone-Apsley Rubber Company und Kongressabgeordneter für Massachusetts (1893 bis 1897)[30]
- Charles Hudson – Nach ihm wurde die Stadt benannt, nachdem er ihr $500 für die Errichtung einer öffentlichen Bibliothek unter der Bedingung angeboten hatte, die Stadt nach ihm zu benennen. Er war Kongressabgeordneter für Massachusetts von 1841 bis 1849 und der Überlieferung nach ein guter Freund von US-Präsident Abraham Lincoln.
- Charles J. Precourt – US-amerikanischer Astronaut im Ruhestand.[31]
- Thomas P. Salmon – Ehemaliger Gouverneur von Vermont (1973 bis 1977), der die Hudson High School besuchte.
- William C. Sullivan – Ehemaliger Chef der geheimdienstlichen Maßnahmen des FBI
- Nuno Bettencourt – Rockmusiker und Lead Guitarist der Band Extreme